# George Bridges
George Bridges (Londra, 17 luglio 1970) è un nobile e politico britannico.

## Carriera
James George Robert Bridges, nipote del II barone Bridges, nel 2015 viene creato a vita barone Bridges di Headley.
Politico conservatore, nel 2016 è stato nominato ministro britannico nella Camera dei lord.